# Saint-Flour Communauté
Die Saint-Flour Communauté ist ein französischer Gemeindeverband mit der Rechtsform einer Communauté de communes in Département Cantal in der Region Auvergne-Rhône-Alpes. Sie wurde am 1. Januar 2017 gegründet und umfasst 53 Gemeinden. Der Verwaltungssitz befindet sich im Ort Saint Flour.

## Historische Entwicklung
Der Gemeindeverband entstand mit Wirkung vom 1. Januar 2017 durch die Fusion der Vorgängerorganisationen
- Communauté de communes Caldaguès Aubrac,
- Communauté de communes du Pays de Pierrefort-Neuvéglise
- Communauté de communes de la Planèze und
- Communauté de communes du Pays de Saint-Flour Margeride.

Mit Gründung des Gemeindeverbandes bildeten die Gemeinden Lavastrie, Neuvéglise, Oradour und Sériers eine Commune nouvelle mit dem Namen Neuvéglise-sur-Truyère.
Der ursprünglich unter der provisorischen Bezeichnung Communauté de communes des Pays de Caldaguès-Aubrac, Pierrefort-Neuvéglise, Planèze, Saint-Flour Margeride gegründete Verband änderte mit Erlass vom 6. April 2017 seinen Namen auf die aktuelle Bezeichnung.

## Mitgliedsgemeinden
| Gemeinde                     | Einwohner 1. Januar 2022 | Fläche km² | Dichte Einw./km² | Code INSEE | Postleitzahl |
| ---------------------------- | ------------------------ | ---------- | ---------------- | ---------- | ------------ |
| Alleuze                      | 225                      | 22,85      | 10               | 15002      | 15100        |
| Andelat                      | 474                      | 21,05      | 23               | 15004      | 15100        |
| Anglards-de-Saint-Flour      | 403                      | 12,28      | 33               | 15005      | 15100        |
| Anterrieux                   | 122                      | 16,16      | 8                | 15007      | 15110        |
| Brezons                      | 179                      | 43,20      | 4                | 15026      | 15230        |
| Cézens                       | 217                      | 31,82      | 7                | 15033      | 15230        |
| Chaliers                     | 139                      | 18,37      | 8                | 15034      | 15320        |
| Chaudes-Aigues               | 814                      | 53,16      | 15               | 15045      | 15110        |
| Clavières                    | 193                      | 44,66      | 4                | 15051      | 15320        |
| Coltines                     | 428                      | 19,02      | 23               | 15053      | 15170        |
| Coren                        | 445                      | 16,86      | 26               | 15055      | 15100        |
| Cussac                       | 120                      | 13,68      | 9                | 15059      | 15430        |
| Deux-Verges                  | 53                       | 11,20      | 5                | 15060      | 15110        |
| Espinasse                    | 79                       | 16,72      | 5                | 15065      | 15110        |
| Fridefont                    | 95                       | 13,96      | 7                | 15073      | 15110        |
| Gourdièges                   | 68                       | 8,46       | 8                | 15077      | 15230        |
| Jabrun                       | 155                      | 34,03      | 5                | 15078      | 15110        |
| La Trinitat                  | 51                       | 17,57      | 3                | 15241      | 15110        |
| Lacapelle-Barrès             | 59                       | 6,30       | 9                | 15086      | 15230        |
| Lastic                       | 108                      | 10,47      | 10               | 15097      | 15500        |
| Les Ternes                   | 567                      | 19,13      | 30               | 15235      | 15100        |
| Lieutadès                    | 171                      | 39,91      | 4                | 15106      | 15110        |
| Lorcières                    | 163                      | 21,82      | 7                | 15107      | 15320        |
| Malbo                        | 89                       | 29,34      | 3                | 15112      | 15230        |
| Maurines                     | 104                      | 14,29      | 7                | 15121      | 15110        |
| Mentières                    | 124                      | 13,17      | 9                | 15125      | 15100        |
| Montchamp                    | 142                      | 15,90      | 9                | 15130      | 15100        |
| Narnhac                      | 68                       | 10,29      | 7                | 15139      | 15230        |
| Neuvéglise-sur-Truyère       | 1.689                    | 125,23     | 13               | 15142      | 15260        |
| Paulhac                      | 434                      | 46,92      | 9                | 15148      | 15430        |
| Paulhenc                     | 258                      | 23,69      | 11               | 15149      | 15230        |
| Pierrefort                   | 891                      | 24,59      | 36               | 15152      | 15230        |
| Rézentières                  | 110                      | 13,29      | 8                | 15161      | 15170        |
| Roffiac                      | 562                      | 21,26      | 26               | 15164      | 15100        |
| Ruynes-en-Margeride          | 715                      | 29,66      | 24               | 15168      | 15320        |
| Saint-Flour                  | 6.390                    | 27,14      | 235              | 15187      | 15100        |
| Saint-Georges                | 1.176                    | 33,14      | 35               | 15188      | 15100        |
| Saint-Martial                | 71                       | 14,19      | 5                | 15199      | 15110        |
| Saint-Martin-sous-Vigouroux  | 219                      | 19,29      | 11               | 15201      | 15230        |
| Saint-Rémy-de-Chaudes-Aigues | 121                      | 14,87      | 8                | 15209      | 15110        |
| Saint-Urcize                 | 449                      | 54,30      | 8                | 15216      | 15110        |
| Sainte-Marie                 | 103                      | 17,87      | 6                | 15198      | 15230        |
| Soulages                     | 83                       | 15,09      | 6                | 15229      | 15100        |
| Talizat                      | 596                      | 37,62      | 16               | 15231      | 15170        |
| Tanavelle                    | 220                      | 13,58      | 16               | 15232      | 15100        |
| Tiviers                      | 164                      | 13,53      | 12               | 15237      | 15100        |
| Ussel                        | 458                      | 10,34      | 44               | 15244      | 15300        |
| Vabres                       | 251                      | 18,83      | 13               | 15245      | 15100        |
| Val d’Arcomie                | 946                      | 86,27      | 11               | 15108      | 15320        |
| Valuéjols                    | 578                      | 38,51      | 15               | 15248      | 15300        |
| Védrines-Saint-Loup          | 120                      | 27,56      | 4                | 15251      | 15100        |
| Vieillespesse                | 261                      | 24,91      | 10               | 15259      | 15500        |
| Villedieu                    | 544                      | 18,99      | 29               | 15262      | 15100        |
| Saint-Flour Communauté       | 23.264                   | 1.366,34   | 17               | –          | –            |